# Joan Raye

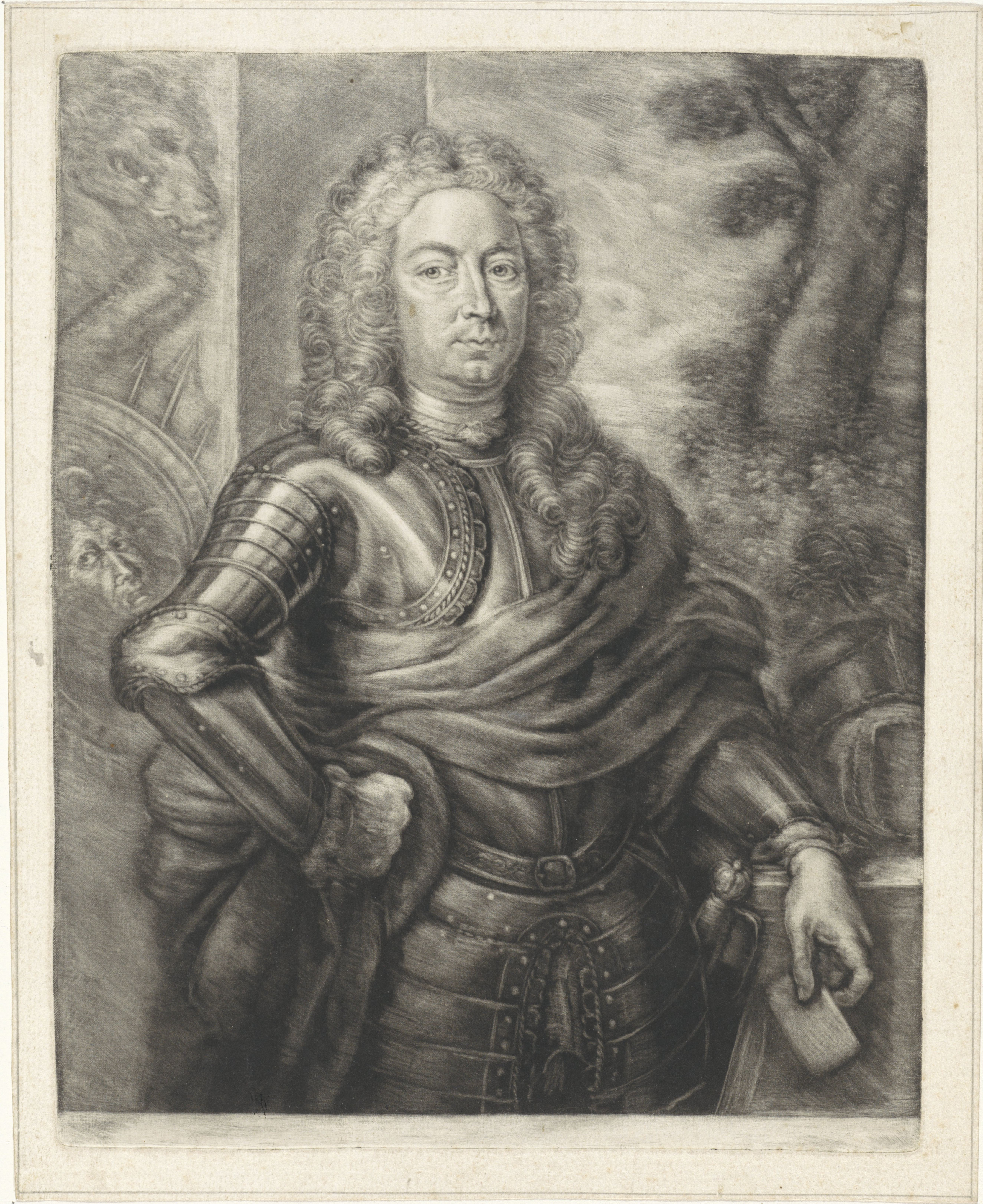
Porträt des Joan Raye (in Rüstung)

Joan Raye (* 1698 in Amsterdam; † 11. August 1737 in Paramaribo) war Herr von Breukelerwaard, ein Kapitän zur See bei der Admiralität von Amsterdam und  Generalgouverneur in Suriname.

## Leben

### Herkunft
Die Familie Raye stammte ursprünglich aus Antwerpen, das sie nach der Eroberung der Stadt durch die Spanier im Jahre 1585 in Richtung Amsterdam verlassen hatten. Hier arbeiteten sie sich vom Kleinhändler zum Zuckerfabrikbesitzer empor.
Der Großvater von Joan Raye hatte 1660 die Ambachtsherrlichkeit Breukelerwaard bei Breukelen vom Domkapitel St. Marie in Utrecht gekauft und war damit Herr von Breukelerwaard geworden. Dieser Titel und die „Herrlichkeit“ ging später an den Enkel über.
Joan wurde als erstes Kind von Joan (auch Jan genannt) Raye (1660–1712) und Aletta Catharina Bicker (1671–1755) im Jahre 1698 geboren und am 10. Juni 1699 in der Nieuwe Kerk getauft. Seine Mutter stammte aus der einflussreichen Amsterdamer Regentenfamilie Bicker. Joan hatte zwei Geschwister, Bruder Jacob (1703–1777) und Schwester Eva (1707–1776).

### Jugend, Beruf, Geschwister
Die recht wohlhabende Familie Raye zog 1698, kurz nach der Geburt von Sohn Joan, von Amsterdam nach Maarssen. Hier erhielten die Kinder ihre schulische Ausbildung. Im Erwachsenenalter zog Joan wieder nach Amsterdam, wo er durch den Bürgermeister von 1718 bis 1735 als Auktionator auf dem Alten Fischmarkt angestellt wurde. Obwohl er als Auktionator nicht persönlich anwesend sein musste, bescherte es ihm eine feste Besoldung von jährlich rund 1000 Gulden. Außerdem erhielt er 2½ % Provision vom verkauften Fisch, was sein Einkommen nicht unerheblich steigerte.
Im Jahre 1724 wurde er außerdem durch die Admiralität von Amsterdam in das Amt Kapitän zur See berufen, ohne auf die einträgliche Einkommensquelle als Auktionator verzichten zu müssen. Erst nach der Berufung als Gouverneurgeneral von Suriname durch die Sozietät von Suriname im Juni 1735 dankte er als Fisch-Auktionator ab. Das Amt blieb allerdings in der Familie, denn ein Jahr später wurde sein Bruder Jacob Bicker Raye in das Amt bestellt. Jacob hatte inzwischen auch den Geburtsnamen seiner Mutter als zweiten Nachnamen angenommen. Überdies begann er 1732 mit dem Schreiben einer Amsterdamer Chronik, Het dagboek van Jacob Bicker Raye 1732–1772. Schwester Eva war ebenfalls gut versorgt, denn sie hatte den Beigeordneten der Stadt Amsterdam Pieter van Loon, aus der Amsterdamer Regentenfamilie Van Loon geheiratet. Ein Wohnhaus der Familie ist als Museum Van Loon an der Keizersgracht 672 in Amsterdam zu besichtigen.

### Generalgouverneur von Suriname
Nach seiner Berufung reiste er zur Wahrnehmung seines Amtes am 6. Oktober 1735 von Texel aus mit dem Schiff Jacob Daniël ab. Hier lagen mehrere Segelschiffe zur Abreise mit demselben Bestimmungsort bereit.
Einen Tag später sollten die ersten drei Missionare der Herrnhuter Brüdergemeine in Suriname, Berwig, Piesch und von Larisch ebenfalls die weite Reise antreten.

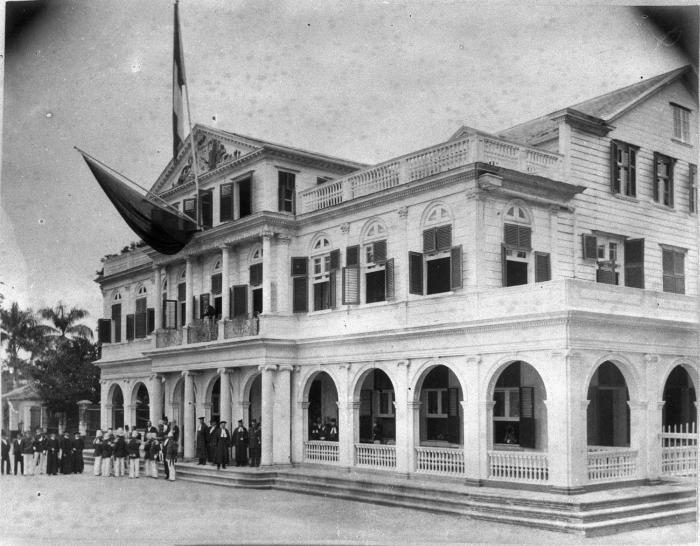
Gouvernementspaleis ca. 1885

Am 20. Dezember 1735 ging das Schiff mit dem neuen Generalgouverneur an Bord beim Fort Zeelandia vor Anker und er übernahm am folgenden Tag formell die Amtsgeschäfte. Im Gouverneurspalais traf der Junggeselle auf die Witwe seiner beiden Vorgänger, Hendrik Temming und Carel Emilius Henry de Cheusses (auch: Charles Aemilius), Charlotte Elisabeth geborene van der Lith (1700–1753), die von der Sozietät Zustimmung hatte nach dem Tod ihrer Ehemänner hier wohnen zu bleiben. Die Witwe Charlotte Elisabeth Henry de Cheusses, geborene van der Lith, war zu diesem Zeitpunkt Eigentümerin und Verwalterin der Plantage Berg en Dal (Suriname). Außerdem war sie sicher auch durch ihre Position als Gouverneursfrau zu einer der einflussreichsten Personen in der Kolonie geworden.
Joan Raye kam zu einem Zeitpunkt nach Suriname, als in der Kolonie mal wieder eine Menge Probleme ungelöst waren. So war durch die Grundsteinlegung des neuen Verteidigungsbauwerkes Fort Nieuw Amsterdam, rund ein Jahr vor seiner Ankunft, der Streit über die Kostenverteilung zwischen den Kolonisten (Plantageneigentümer) und der Sozietät immer noch heftig umstritten. Des Weiteren traf er einen Berg von Akten beim Hof van Justitie an. Hier hatten sich rund Vierhundert nicht begonnener- oder abgeschlossener Prozesse angehäuft.
Wie schon unter seinen Vorgängern, so hatte vor allem Raye mit seiner energischen Art viel Widerstand im wichtigsten politischen Gremium im damaligen Suriname, dem Raad- oder Hof van Politie. In diesem Gremium saßen neben dem Vorsitzenden Raye als Vertreter der Sozietät, Ratsmitglieder aus der Pflanzeraristokratie, mit z. T. völlig gegensätzlichen Interessen. Neben dem Versuch um mehr Einfluss auf die Entscheidungen in der Kolonie zu erhalten, ging es den Räten und Kolonisten im Fall Raye auch um dessen Einschätzung über die schlechte Behandlung der Sklaven. Nachdem sich beide Seiten in mehreren Briefen mit Klagen an die Sozietät gewandt hatten, eskalierte die Situation als sich die Räte in einer Petition an den Staten-Generaal über den despotischen Charakter des neuen Gouverneurs beschwerten. Nachdem Raye bereits 1736 ein erstes abgelehntes Rücktrittsgesuch eingereicht hatte, stimmte die Sozietät von Suriname dem zweiten Gesuch vom Mai 1737 diesmal zu. Diese Botschaft aus Amsterdam traf ihn jedoch nicht mehr lebend in Paramaribo an.
Im Gegensatz zu den Aufzeichnungen seines Bruders Jacob Bicker Raye, gibt das Kirchenbuch der reformierten Gemeinde in Suriname als Todestag von Joan Raye den 12. August 1737 an.

### Heirat
Wie bereits seine Vorgänger so erlag auch Gouverneur Joan Raye dem Charme der Charlotte Elisabeth, geborener van der Lith; denn am 2. März 1737 heiratete er die Grande Dame von Suriname. Aus dieser Verbindung wurde am 21. November 1737 ein Junge geboren. Das dritte Kind von Charlotte, mit den verstorbenen Ehemännern hatte sie jeweils eine Tochter, kam also bereits als Halbwaise auf die Welt. Dieser Sohn wurde nach seinem verstorbenen Vater auf den Namen Joan getauft. Joan Raye Junior verließ wie seine beiden Halbschwestern bereits im Kindesalter seine Mutter in Suriname. Er reiste im August 1747 u. a. in Begleitung des Sklaven Champagne und des Neffen seines Vaters, Baron Jacob de Petersen, Generaldirektor von Guinea, der die Rückreise nach Holland nicht direkt, sondern über Suriname gemacht hatte, zur weiteren Ausbildung nach Amsterdam. Nach dem Tod seiner Mutter im Jahre 1753 übernahmen die beiden Onkel, Jacob Bicker Raye und Pieter van Loon die Vormundschaft. Joan Raye Junior starb 1823 als vierter und letzter „Herr van Breukelerwaard“ ledig und kinderlos in Amsterdam an der Herengracht.

### Plantage Breukelerwaard
Bereits kurz nach seiner Ankunft in Suriname ließ Gouverneur Joan Raye eine Zuckerrohrplantage am Oberlauf des Commewijne anlegen. Hier hatte man bereits Flächen urbar gemacht und war man unter dem Plantagenamen Zell, Sell oder Zelle mit dem Pflanzen von Kaffee begonnen. Es ist denkbar, dass hier bereits der Vorgänger von Joan Raye im Amt, Henry de Cheusses, dessen Familiensitz in Celle lag, mit der Pflanzung begonnen war. Unter dem neuen Besitzer Raye wurde die Plantage auf die Erzeugung von Zucker umgestellt.
Joan Raye hatte den vormaligen Sozietätssklaven Coffy zu seinem Bruder Jacob Bicker Raye nach Amsterdam gesandt, um für die Plantage die notwendigen Materialien zu bestellen. Raye hatte den Sklaven für seine besonderen Verdienste bei der Krankenpflege von Henry de Cheusses freigelassen und den Namen Joan Breukelerwaard gegeben. In der Passagierliste lesen wir hierüber: am 5. April 1736 segelte mit dem Schiff Zaandam ein gewisser Joan Breukelerwaard, freier Neger und früherer Sozietätssklave Coffy nach Amsterdam. Bicker Raye notierte hierüber in seiner Chronik unter Anno 1736: „Bruder Joan hat einen Schwarzen, Jan Breukelerwaard nach Holland geschickt. Nachdem er sich hier fünf Monate lang umgesehen hatte reiste er am 21. Dezember wieder in sein Geburtsland zurück.“
Nach dem Erhalt der Todesnachricht von Bruder Joan, knapp ein Jahr später schrieb Bicker Raye dann in seine Chronik und Tagebuch: „er hinterließ nicht nur eine schwangere Witwe, sondern auch eine gerade neu begonnene Plantage um hier ein neues Zuckerwerk anzulegen wozu von hier aus noch täglich das Material, bestehend aus einigen tausend Backsteinen, Holz- und Eisenwerk verschickt werden muss.“

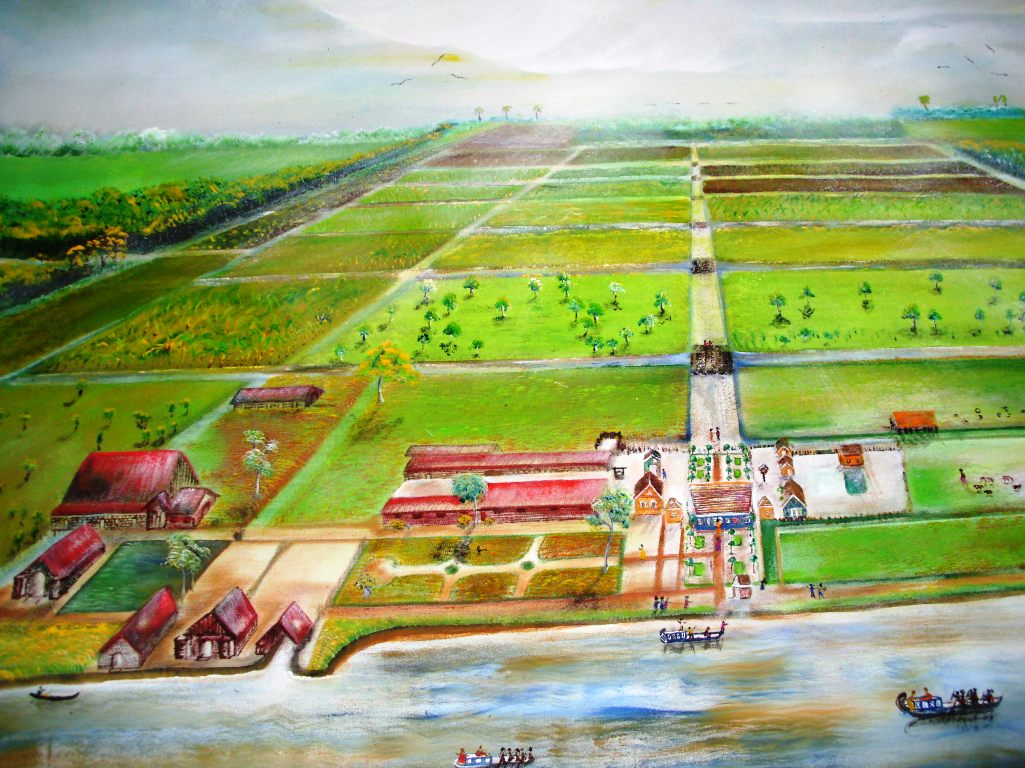
Plantage Breukelerwaard, Beschreibung im Text

Bei der Inventur der Plantage Breukelerwaard im Oktober 1737 standen hier noch überwiegend Kaffeepflanzen. Die Pflanzung wurde von 118 Sklaven bearbeitet und hatte einen Gesamtwert von 84.175,17 Gulden.
Nach dem Tod ihres Ehemannes übernahm seine Witwe die Plantagengeschäfte. Charlotte Elisabeth van der Lith war insgesamt fünfmal verheiratet und starb in Paramaribo als Witwe du Voisin, verwitwete Audra, verwitwete Raye, verwitwete Henry de Cheusses, verwitwete Temming. Als nach ihrem Ableben am 5. August 1753 die Plantage erneut inventarisiert wurde, war sie eine 1400 akker (1 akker = ca. 0,43 ha) große Zuckerplantage mit Wassermühle und 193 Sklaven. Ihr Gesamtwert wurde auf 277.879,20 Gulden geschätzt.

#### Aquarell Breukelerwaard
Das hier im Ausschnitt abgebildete Aquarell wurde 2008 von Eric Dhanilal aus Suriname angefertigt und befindet sich im Eigentum des Hauptautors dieses Artikels. Vorlage war ein Gemälde von C. L. Timme, das zwischen 1770 und 1793 entstand und von den Nachfahren von Charlotte van der Lith in Auftrag gegeben wurde.
Beschreibung der Aufbauten auf der Plantage, mittig rechts: Wohnhaus (rund 400 m² groß), Teehaus, Bügelhaus, Bediensteten Wohn- und Lagerhaus, Küche- und Waschhaus, Krankenhaus, Getreidehaus, Taubenschlag, Schafstall, Hühnerstall, Kuhstall; links vom Wohnhaus: drei Reihen Sklavenhäuser, Wasserbrunnen für die Sklaven, Bootshaus, Schreinerei, Materialschuppen, Destillierhaus, Wasserbecken aus Stein für das Destillierhaus, Zuckerrohr Zwischenspeicher, Wassermühle mit Kochhaus (hier standen 4–7 Zuckerkessel), Fassmachergebäude und ein Wachhäuschen am Anlegeplatz.